# Жахіття (фільм)
Жахіття (Come True) — канадський науково-фантастичний фільм жахів, сценарист і режисер Ентоні Скотт Бернс.

## Про фільм
Молода дівчина Сара через постійні домашні конфлікти тікає та живе просто на вулиці. Дівчину регулярно дістають страшні видіння, які вона бачить у сні, та через які відчуває постійну втому.
Випадково Сара знаходить оголошення про науковий експеримент. Мета експерименту — дослідити сновидіння та їх впливи на особистість. Разом з іншими піддослідними Сара занурюється в експеримент.
Наслідки якого шокують і науковців, й тих хто зголосився допомогти їм із дослідженням.

## Знімались
| Актор             | Роль         |
| ----------------- | ------------ |
| Джулія Сара Стоун | Сара Данн    |
| Лендон Лібуарон   | Джеремі      |
| Тіффані Гелм      | Старша жінка |